# 드와르카
드와르카(구자라트어: દ્વારકા)는 구자라트주 데브부미 드와르카구에 있는 마을이자 지자체이다. 이곳은 오크하만달 반도 서쪽 해안에 위치하며, 쿠치만 어귀의 곰티강 우안에 자리 잡고 있으며 아라비아해를 마주보고 있다.
드와르카에는 크리슈나에게 헌정된 드와르카디시 사원이 있는데, 이 사원은 샹카라가 국토의 네 모퉁이에 세운 4개의 신성한 힌두교 순례지인 차르 담 중 하나이다. 드와르카디시 사원은 수도원 중심지로 설립되었으며 드와르카 사원 단지의 일부를 이룬다. 드와르카는 또한 인도에서 가장 오래된 7개의 종교 도시인 사프타 푸리 중 하나이다.
드와르카는 브린다반, 마투라, 바르사나, 고쿨, 고바르단, 쿠루크셰트라, 푸리를 포함하는 "크리슈나 순례길"의 일부이다. 이곳은 인도 정부의 유산 도시 개발 및 증강 계획 (HRIDAY)에 따라 시민 기반 시설을 개발하기 위해 전국 12개 유산 도시 중 하나로 선정되었다.
이 마을은 16일간의 우기를 가진 덥고 건조한 기후를 보인다. 2011년 인구는 38,873명이었다. 주요 축제인 잔마슈타미는 바드라파다 (8월~9월)에 기념된다.

## 역사

### 푸라나 전통

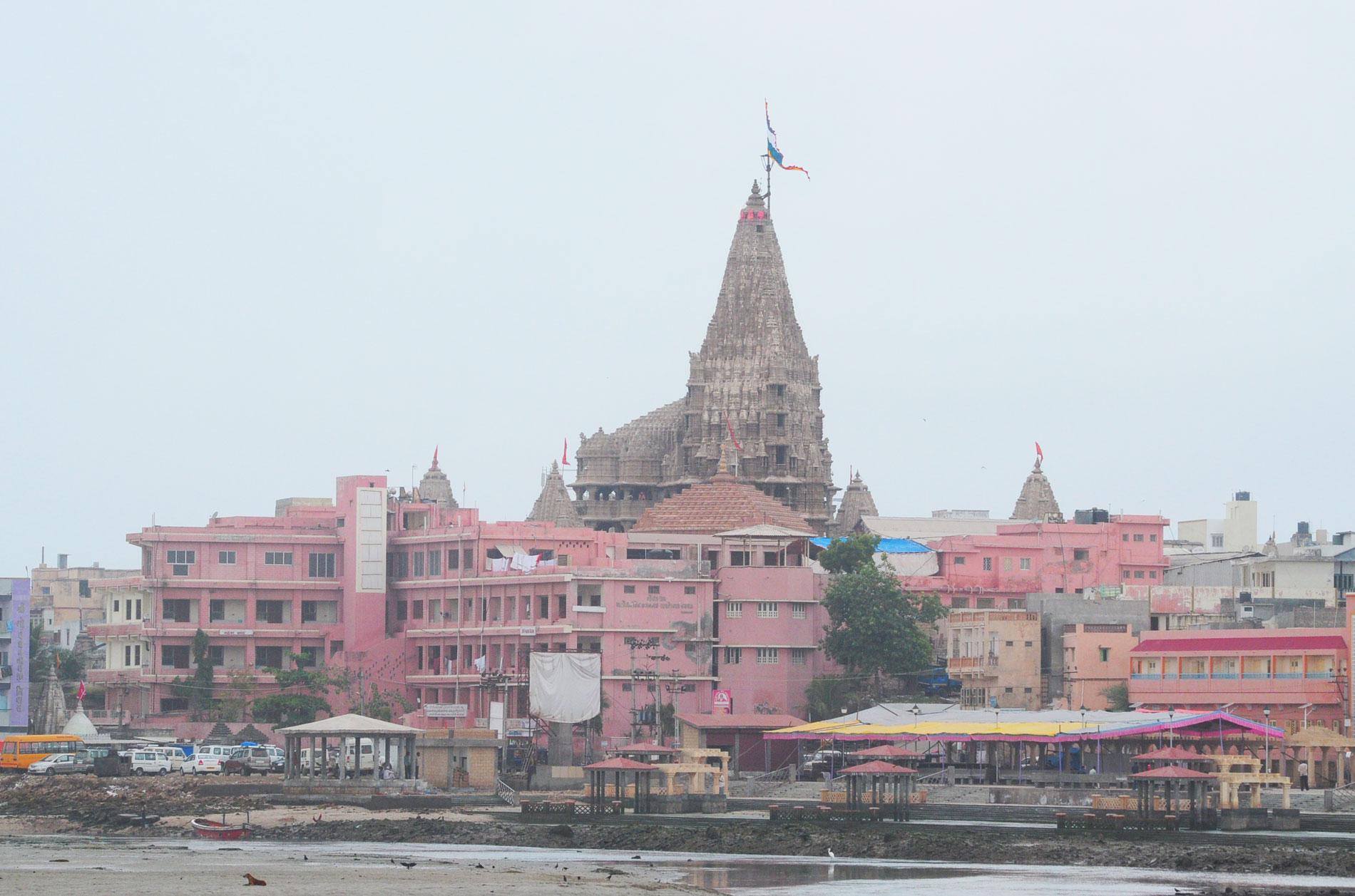
드와르카 자가트 만디르 (또는 드와르카디시 사원), 마을 입구에서 본 모습.

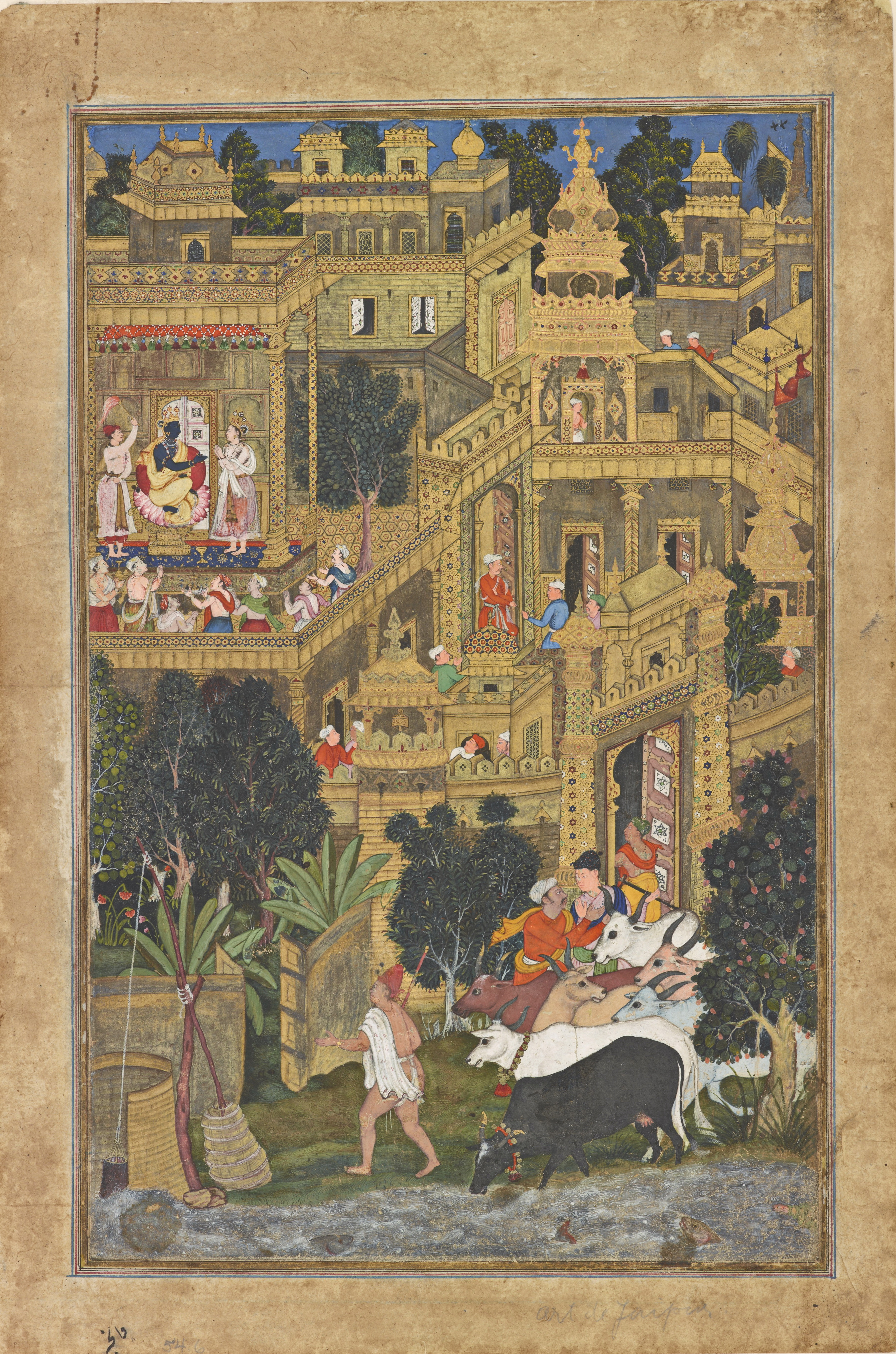
악바르 통치 기간에 제작된 크리슈나의 드와르카를 묘사한 그림, 스미스소니언 협회 소장.

드와르카는 구자라트의 첫 수도로 여겨진다. 이름은 문자 그대로 '문'을 의미한다. 드와르카는 역사적으로 "모크샤푸리", "드와르카마티", "드와르카바티"라고도 불렸다. 이곳은 고대 서사시 시대인 마하바라타에 언급된다. 전설에 따르면, 크리슈나는 마투라에서 그의 삼촌 칸사를 물리치고 죽인 후 이곳에 정착했다. 마투라에서 드와르카로 크리슈나가 이주한 이 신화적 이야기는 구자라트주 문화와 밀접하게 연관되어 있다. 크리슈나는 또한 드와르카를 만들기 위해 바다에서 12 요자나 또는 96 제곱킬로미터 (37 mi2)의 땅을 되찾았다고도 전해진다.
고고학적 발견에 따르면 크리슈나에게 헌정된 원래의 드와르카디시 사원은 가장 이른 시기에 기원전 200년에 지어졌다. 이 사원은 15세기에서 16세기에 재건축되고 확장되었다. 이 사원은 또한 드와르카 마타의 위치이기도 한데, 이 마타는 샤라다 마타/피트 또는 "서부 피트"라고도 불리며 샹카라가 설립한 네 개의 피트(산스크리트어: "종교 센터") 중 하나이다. 힌두교도에게 중요한 순례 중심지인 드와르카에는 루크미니 데비 사원, 곰티 가트, 베트 드와르카를 포함한 여러 유명한 사원들이 있다. 드와르카의 육지 끝 지점에는 등대도 있다.

### 고고학
드와르카에서의 고고학적 조사, 즉 해안과 아라비아해의 해저에서 인도 고고학 조사국에 의해 수행되었다. 1963년에 육지에서 수행된 첫 조사에서는 많은 유물이 발견되었다. 드와르카의 해안 쪽 두 곳에서 이루어진 발굴에서는 침수된 정착지, 큰 돌로 지어진 부두, 그리고 세 개의 구멍이 있는 삼각형 돌 닻이 드러났다. 이 정착지는 외벽과 내벽, 그리고 요새의 보루 형태를 띠고 있다. 닻의 유형학적 분류를 통해 드와르카가 인도 중왕국 시대에 항구로 번성했음을 추론할 수 있다. 해안 침식이 고대 항구의 파괴 원인이었을 것으로 추정된다. 드와르카디시 사원 근처에서 또 다른 발굴이 진행되었는데, 이 발굴에서 서기 9세기의 비슈누 사원이 발견되었으며, 또한 마을의 고대 유물을 확인하기 위한 발굴에서는 마하바라타 시대와 유사한 기원전 2천년기로 추정되는 정착지가 발견되었다.
드와르카는 마이트라카 왕조의 대신인 심하디트야의 574년 동판 비문에 언급되어 있다. 그는 드와르카의 왕 바라흐다스의 아들이었다. 인근의 베트 드와르카 섬은 종교 순례지이자 후기 하라파 시대의 중요한 고고학 유적지로, 열발광 연대 측정 결과 기원전 1570년으로 거슬러 올라간다.

### 초기 역사
드와르카의 왕 바라흐다스의 아들 가루라카 심하디트야의 것으로 추정되는 비문 기록은 574년으로 거슬러 올라가는 구리판에 새겨져 있으며, 팔리타나에서 발견되었다. 에리트라해 안내기의 그리스 작가는 바라카(Baraca)라는 장소를 언급했는데, 이는 오늘날의 드와르카로 해석된다. 클라우디오스 프톨레마이오스의 지리학에 언급된 바라케는 칸틸스만에 있는 섬으로 확인되었으며, 이 역시 드와르카를 의미하는 것으로 추정된다.
샹카라(686~717년)가 국토의 네 모퉁이에 세운 네 개의 담(종교 중심지) 중 하나가 수도원 중심지로 설립되었고, 이는 드와르카 사원 단지의 일부를 이룬다.

### 중세부터 현재까지

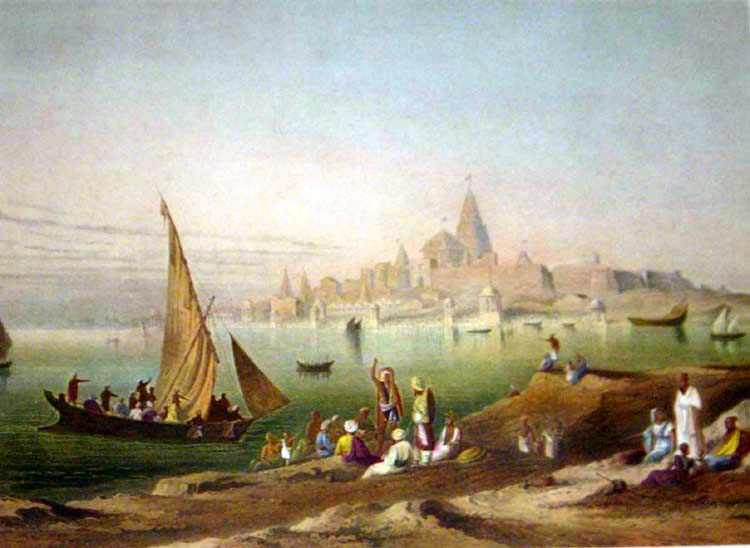
윌리엄 퍼서의 1820년대 후반 그림에 나타난 드와르카

1473년 구자라트 술탄 마흐무드 베가다는 도시를 약탈하고 드와르카 사원을 파괴했다. 자가트 만디르 또는 드와르카디사 사원은 나중에 재건축되었다. 발라바 아차리야는 루크미니가 숭배했던 드와르카디시의 우상을 되찾았다. 그는 무슬림 침공 동안 사비트리 바브로 알려진 계단식 우물에 그것을 숨긴 후 라드바 마을로 옮겼다. 1551년, 투르크의 아지즈가 드와르카를 침공했을 때, 우상은 베트 드와르카 섬으로 옮겨졌다.

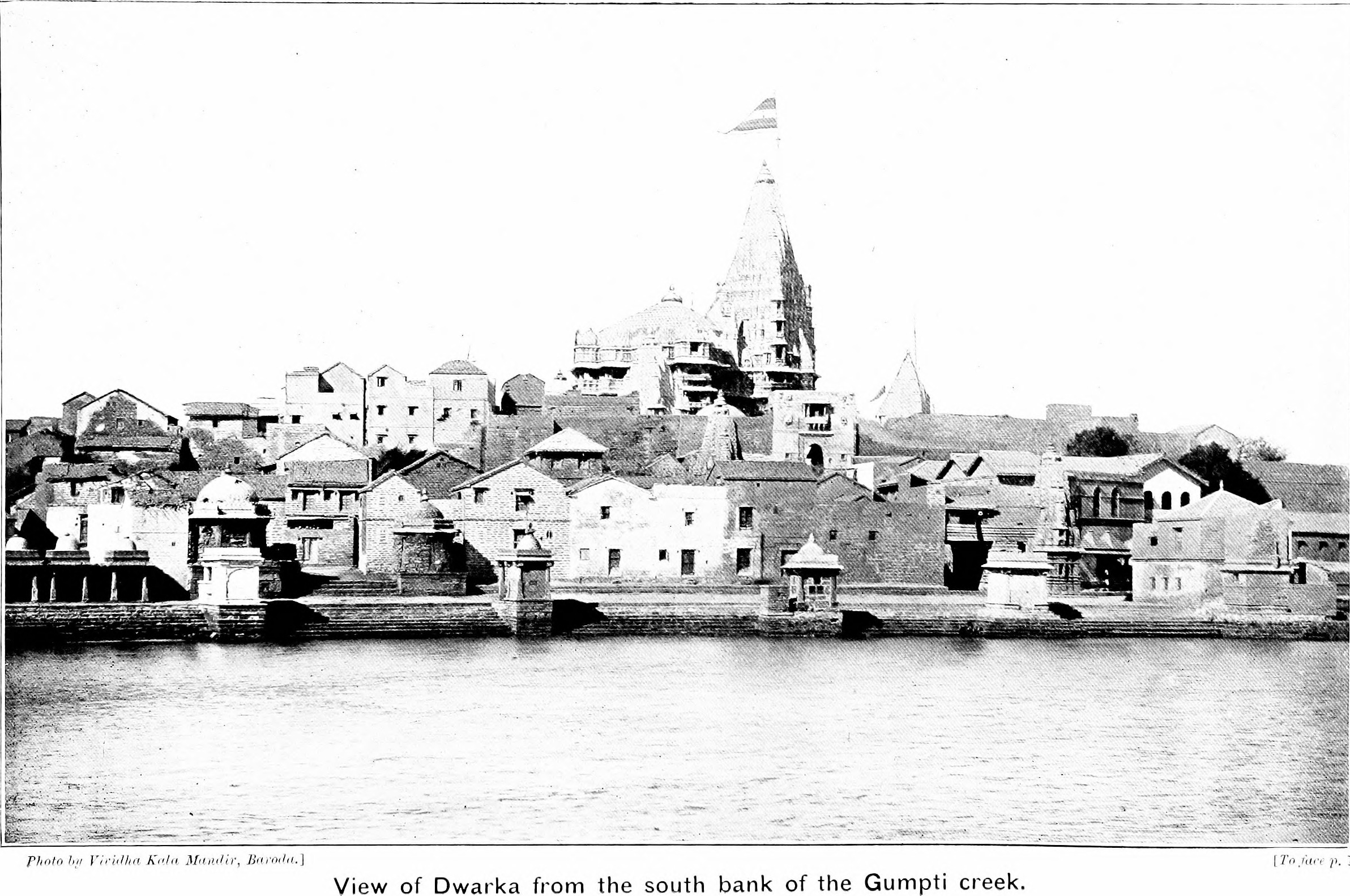
1909년, 곰티강 남쪽 둑에서 바라본 드와르카의 모습

드와르카는 오카만달 지역과 함께 1857년 세포이 항쟁 동안 바로다 번왕국의 통치를 받았다. 1858년 오카만달에서 지역 바게르인들과 영국 사이에 전쟁이 발발했다. 바게르인들은 이 전투에서 승리하여 1859년 9월까지 통치했다. 그 후 영국, 가에크와드, 기타 토후국 군대의 연합 공세 이후, 바게르인들은 1859년에 축출되었다. 콜로넬 도노반이 이끄는 이 작전 동안 드와르카와 베트 드와르카의 사원들은 손상을 입고 약탈당했다. 잠나가르, 포르반데르, 쿠치 지역 주민들은 영국의 잔학 행위에 대해 불평했고, 이는 사원 복원으로 이어졌다. 1861년, 드와르카디시 사원은 마하라자 칸데라오와 영국에 의해 보수되어 시카라가 재단장되었다. 마하라자 가에크와드는 드와르카의 샹카라차리아가 보수한 1958년에 시카라에 황금 피너클을 추가했다. 1960년부터 이 사원은 인도 정부에 의해 관리되고 있다.
곰티강을 가로질러 드와르카 본토와 판치쿠이 섬을 잇는 다리인 수다마 세투는 2016년에 개통되었다.

## 지리 및 기후

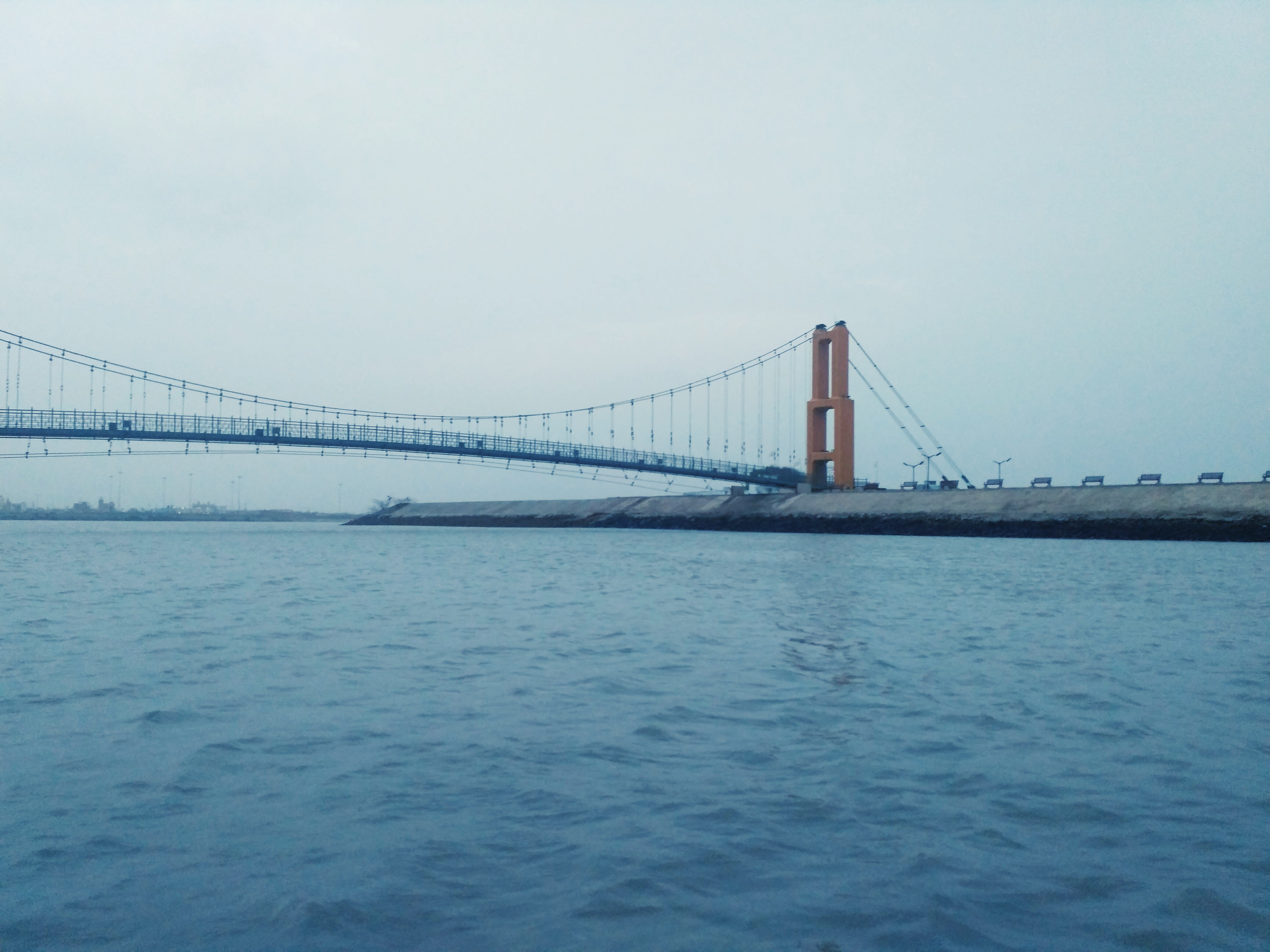
수다마 세투

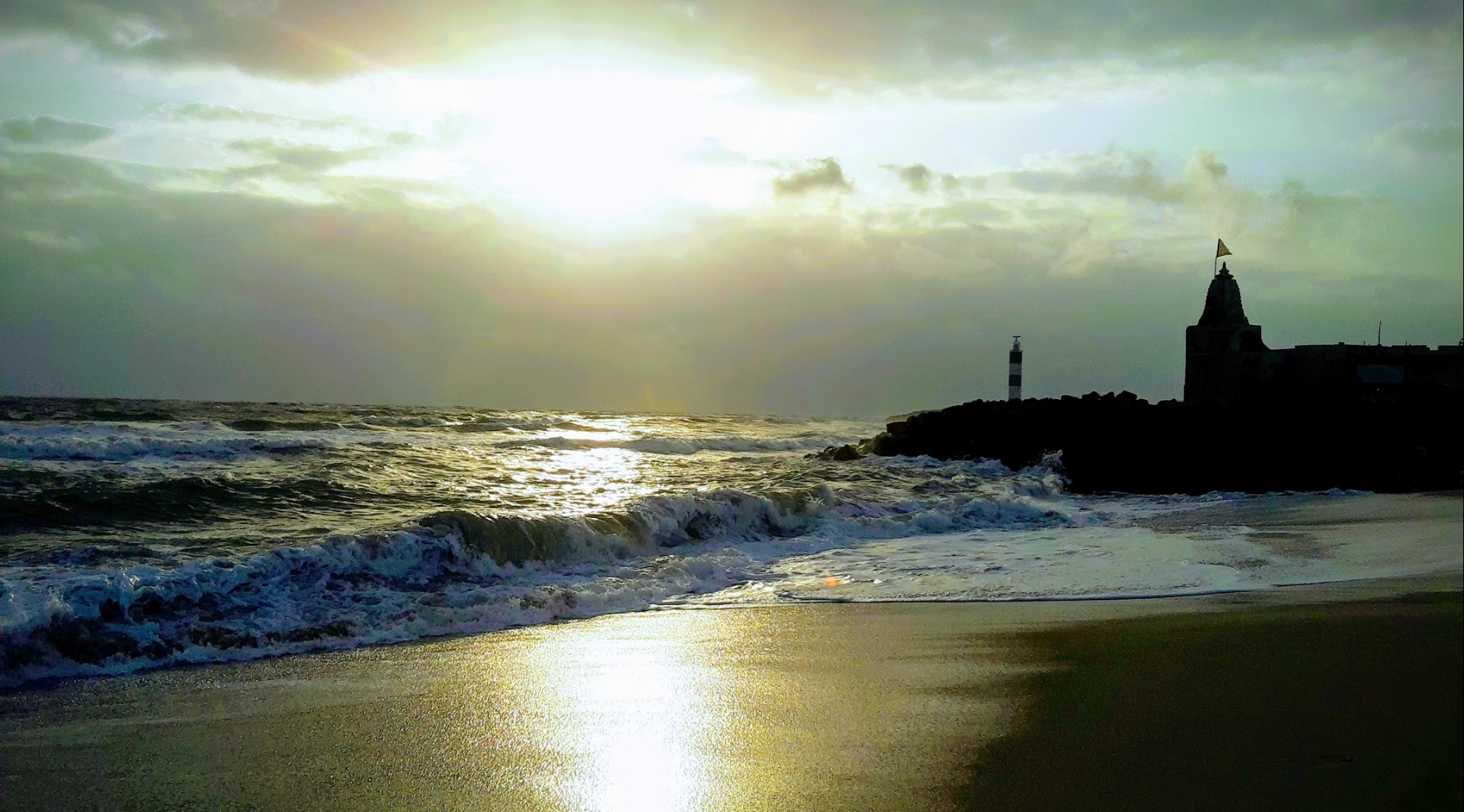
드와르카 해변의 늦은 저녁 해변 풍경

### 지리
드와르카는 쿠치만 어귀의 오카만달 반도 서쪽 해안에 위치하며, 동쪽으로 10km 떨어진 물-곰티라고 알려진 바브다 마을에서 발원하는 곰티강의 우안에 자리 잡고 있다. 이곳은 현재 사우라슈트라(카티아와르) 반도 서쪽 끝에 새로 형성된 데브부미 드와르카 구에 속하며, 아라비아해를 마주보고 있다. 곰티강은 19세기까지 항구였다.

### 기후
쾨펜-가이거 기후 분류에 따르면, 드와르카는 고온 반건조 기후 (BSh)로 고온 건조 기후 (BWh)와 경계를 이룬다. 홀드리지 생명대 생물기후 분류 체계는 드와르카를 아열대 가시나무 숲 생물군계 내 또는 근처로 분류한다. "평균" 연 강수량은 490 밀리미터 or 19.3 인치이며, 6월부터 9월까지 16일의 우기에 걸쳐 내린다. 그러나 변동성은 변동 계수가 약 60%에 달해 세계에서 가장 높은 수준이다. 전 세계적으로 유사하게 변동성이 큰 기후로는 라인 제도, 서호주 필바라 해안, 브라질 북동부 세르탕, 카보베르데 제도 등이 있다. 연 강수량 극값은 1987년의 15.0 밀리미터 or 0.59 인치에서 2010년의 1,288.1 밀리미터 or 50.71 인치까지 다양했으며, 1998년 7월 2일 하루 만에 355.8 밀리미터 or 14.01 인치가 내리기도 했다.
평균 최고 온도는 30 °C (86 °F)이며, 최고 기록은 42.7 °C (108.9 °F)이다. 평균 최저 온도는 23.6 °C (74.5 °F)이며, 최저 기록은 6.1 °C (43.0 °F)이다. 평균 연간 상대 습도는 72%이며, 최고치는 80%이다.
| 드와르카 (1991–2020, extremes 1901–present)의 기후         | 드와르카 (1991–2020, extremes 1901–present)의 기후 | 드와르카 (1991–2020, extremes 1901–present)의 기후 | 드와르카 (1991–2020, extremes 1901–present)의 기후 | 드와르카 (1991–2020, extremes 1901–present)의 기후 | 드와르카 (1991–2020, extremes 1901–present)의 기후 | 드와르카 (1991–2020, extremes 1901–present)의 기후 | 드와르카 (1991–2020, extremes 1901–present)의 기후 | 드와르카 (1991–2020, extremes 1901–present)의 기후 | 드와르카 (1991–2020, extremes 1901–present)의 기후 | 드와르카 (1991–2020, extremes 1901–present)의 기후 | 드와르카 (1991–2020, extremes 1901–present)의 기후 | 드와르카 (1991–2020, extremes 1901–present)의 기후 | 드와르카 (1991–2020, extremes 1901–present)의 기후 |
| 월                                                         | 1월                                                | 2월                                                | 3월                                                | 4월                                                | 5월                                                | 6월                                                | 7월                                                | 8월                                                | 9월                                                | 10월                                               | 11월                                               | 12월                                               | 연간                                               |
| ---------------------------------------------------------- | -------------------------------------------------- | -------------------------------------------------- | -------------------------------------------------- | -------------------------------------------------- | -------------------------------------------------- | -------------------------------------------------- | -------------------------------------------------- | -------------------------------------------------- | -------------------------------------------------- | -------------------------------------------------- | -------------------------------------------------- | -------------------------------------------------- | -------------------------------------------------- |
| 역대 최고 기온 °C (°F)                                     | 34.0 (93.2)                                        | 37.3 (99.1)                                        | 38.8 (101.8)                                       | 41.1 (106.0)                                       | 42.7 (108.9)                                       | 39.5 (103.1)                                       | 36.4 (97.5)                                        | 35.7 (96.3)                                        | 39.4 (102.9)                                       | 40.0 (104.0)                                       | 37.6 (99.7)                                        | 35.2 (95.4)                                        | 42.7 (108.9)                                       |
| 일평균 최고 기온 °C (°F)                                   | 26.5 (79.7)                                        | 27.4 (81.3)                                        | 29.0 (84.2)                                        | 30.6 (87.1)                                        | 32.0 (89.6)                                        | 32.7 (90.9)                                        | 31.1 (88.0)                                        | 30.1 (86.2)                                        | 30.7 (87.3)                                        | 32.1 (89.8)                                        | 31.8 (89.2)                                        | 28.6 (83.5)                                        | 30.2 (86.4)                                        |
| 일일 평균 기온 °C (°F)                                     | 21.5 (70.7)                                        | 23.0 (73.4)                                        | 25.6 (78.1)                                        | 27.8 (82.0)                                        | 29.7 (85.5)                                        | 30.5 (86.9)                                        | 29.3 (84.7)                                        | 28.2 (82.8)                                        | 28.4 (83.1)                                        | 28.7 (83.7)                                        | 26.8 (80.2)                                        | 23.2 (73.8)                                        | 26.9 (80.4)                                        |
| 일평균 최저 기온 °C (°F)                                   | 16.3 (61.3)                                        | 18.5 (65.3)                                        | 22.1 (71.8)                                        | 25.2 (77.4)                                        | 27.4 (81.3)                                        | 28.4 (83.1)                                        | 27.5 (81.5)                                        | 26.3 (79.3)                                        | 26.0 (78.8)                                        | 25.2 (77.4)                                        | 21.8 (71.2)                                        | 17.9 (64.2)                                        | 23.5 (74.3)                                        |
| 역대 최저 기온 °C (°F)                                     | 6.1 (43.0)                                         | 8.3 (46.9)                                         | 7.8 (46.0)                                         | 17.2 (63.0)                                        | 20.0 (68.0)                                        | 22.0 (71.6)                                        | 21.3 (70.3)                                        | 20.6 (69.1)                                        | 21.2 (70.2)                                        | 16.7 (62.1)                                        | 12.2 (54.0)                                        | 8.3 (46.9)                                         | 6.1 (43.0)                                         |
| 평균 강우량 mm (인치)                                      | 1.0 (0.04)                                         | 1.0 (0.04)                                         | 0.6 (0.02)                                         | 0.0 (0.0)                                          | 0.0 (0.0)                                          | 66.5 (2.62)                                        | 188.8 (7.43)                                       | 141.8 (5.58)                                       | 84.4 (3.32)                                        | 3.9 (0.15)                                         | 2.2 (0.09)                                         | 0.5 (0.02)                                         | 490.8 (19.32)                                      |
| 평균 강우일수                                              | 0.1                                                | 0.1                                                | 0.1                                                | 0.0                                                | 0.0                                                | 2.2                                                | 6.6                                                | 5.5                                                | 2.7                                                | 0.5                                                | 0.1                                                | 0.1                                                | 17.9                                               |
| 평균 상대 습도 (%) (17:30 IST)                             | 50                                                 | 61                                                 | 71                                                 | 76                                                 | 79                                                 | 79                                                 | 82                                                 | 82                                                 | 79                                                 | 69                                                 | 54                                                 | 48                                                 | 69                                                 |
| 출처 1: 인도 기상청                                        |                                                    |                                                    |                                                    |                                                    |                                                    |                                                    |                                                    |                                                    |                                                    |                                                    |                                                    |                                                    |                                                    |
| 출처 2: Tokyo Climate Center (mean temperatures 1991–2020) |                                                    |                                                    |                                                    |                                                    |                                                    |                                                    |                                                    |                                                    |                                                    |                                                    |                                                    |                                                    |                                                    |

## 인구 통계

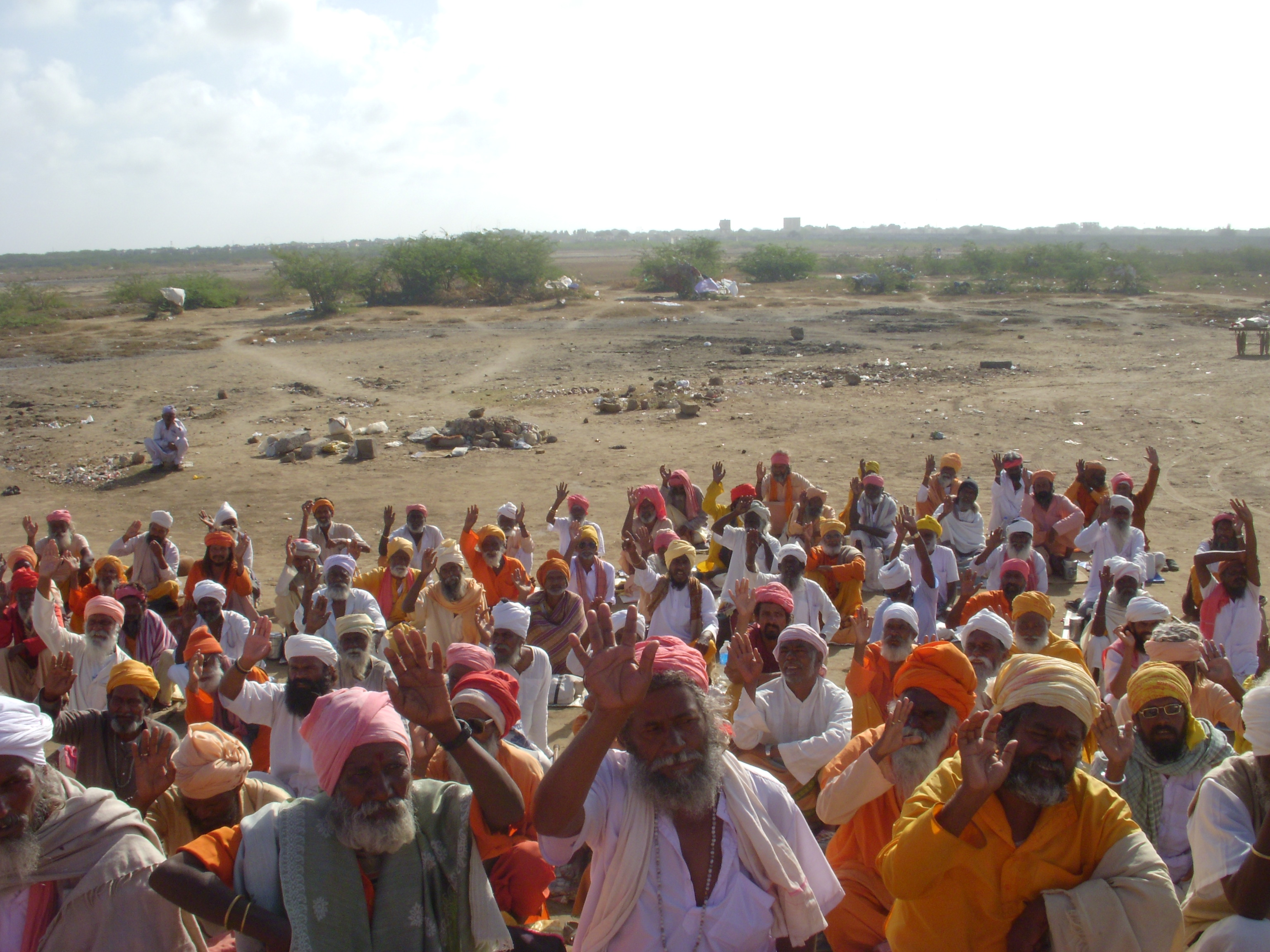
루크미니 사원의 순례자들

인도 2011년 인구 조사에 따르면, 드와르카의 인구는 38,873명이었다 (2011년 인구 조사에 따르면 보고된 인구는 38,873명이다). 남성은 20,306명, 여성은 18,567명이다. 드와르카의 평균 문해율은 75.94%로 전국 평균 78.03%보다 낮다. 남성 문해율은 83%, 여성 문해율은 68.27%이다. 인구의 11.98%는 6세 미만이다.

## 경제

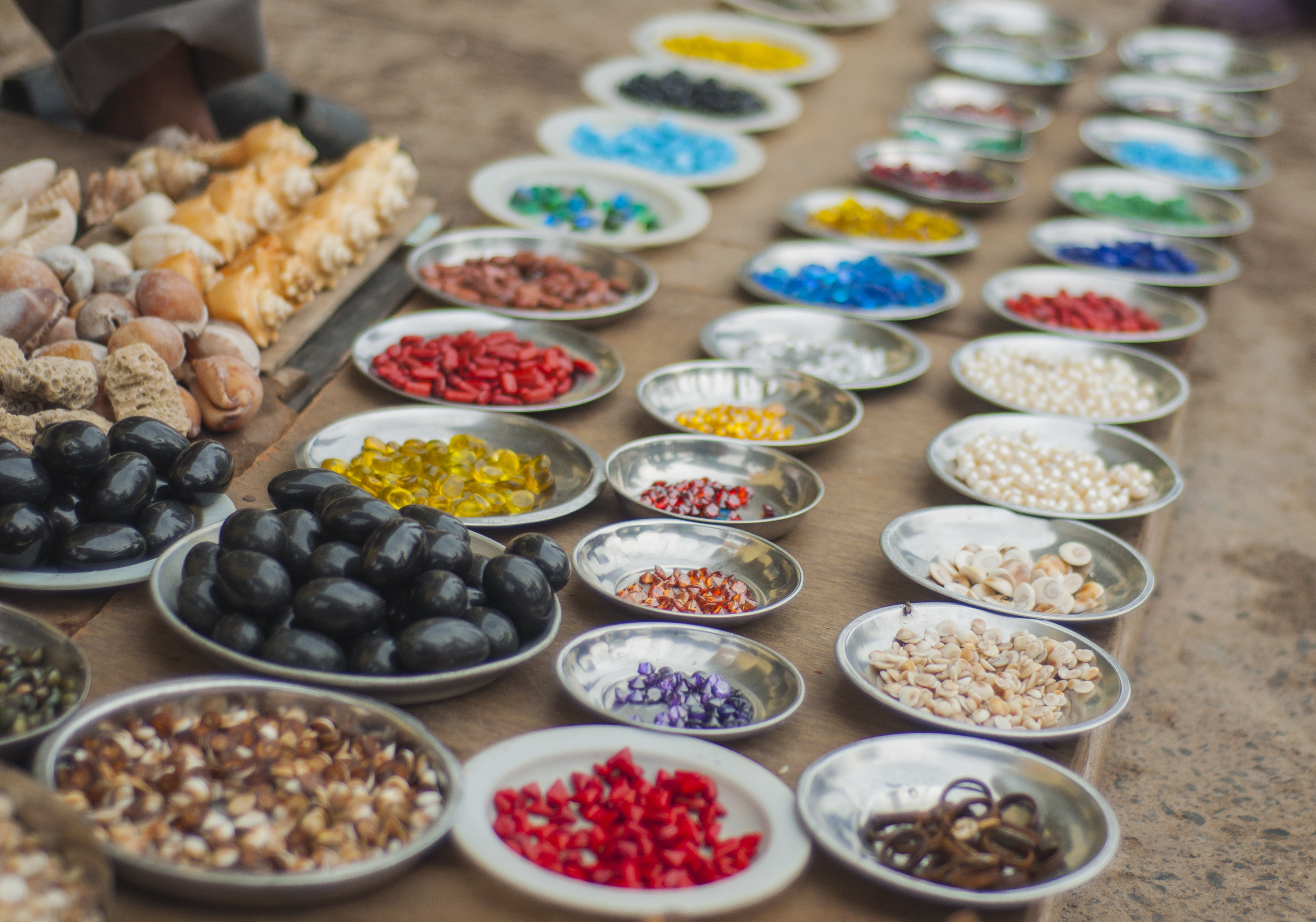
드와르카의 노점상 진열대

드와르카의 대부분 수입은 순례자들의 관광에서 얻어진다. 이곳은 기장, 기 (음식)(정화 버터), 유지종자, 그리고 소금과 같은 농산물을 생산하며, 이들은 항구를 통해 운송된다. 2011년에는 드와르카를 재정비하고 도시와 오카 및 베트 드와르카를 연결하는 다리를 건설하기 위해 ₹83000만 (1000만 달러)의 투자를 포함하는 장기 개발 계획이 제안되었다. AES 사우라슈트라 윈드팜스 Pvt Ltd (ASW)에 의해 드와르카 근처에서 운영되던 39.2MW 규모의 풍력 발전소는 현재 타타 파워 재생 에너지 Ltd (TPREL)에서 운영하고 있다. 드와르카의 산업 활동은 주로 시멘트 생산에 집중되어 있다. 샤르다 피트 비디아 사바는 드와르카의 샤르다 피트가 후원하는 교육 단체로, 드와르카에서 예술 대학을 운영하고 있다.

## 관광
차르 담 순례지 중 하나이자 중요한 영적 중심지로 유명한 드와르카는 매년 수많은 관광객과 신자들을 끌어 모은다.

### 잠수함 기반 수중 관광
2023년 12월, 구자라트 주정부는 인도 최초의 잠수함 기반 수중 관광 시설을 드와르카에 도입하여 2024년 10월까지 운영할 계획이라고 발표했다. 이 계획은 마자곤 부두 조선소와의 협력을 통해 드와르카 주변의 해양 생물을 수중 탐험할 기회를 제공하는 것을 목표로 한다. 이 프로젝트는 수심 100미터까지 잠수할 수 있는 잠수함을 사용하여 조종사 2명과 승무원 외에 24명의 관광객을 수용할 계획이다. 잠수함은 승객들에게 수중 환경을 볼 수 있도록 설계되었다.

## 랜드마크

### 사원들

드와르카디사 사원

성스러운 도시로 여겨지는 드와르카는 사원과 힌두교 순례 중심지로 유명하다. 드와르카 중심부에 위치한 자가트 만디르라고도 불리는 드와르카디사 사원은 비슈누파 사원이다. 이 사원은 라자 자가트 싱 라토르에 의해 지어졌기 때문에 자가트 만디르라고 불린다. 서쪽을 향한 이 사원은 평균 해발 12.19 미터 (40.0 ft) 높이에 위치한다. 이 사원 부지는 2,500년 전 크리슈나가 도시와 사원을 지었던 곳으로 추정된다. 그러나 현존하는 사원은 16세기로 거슬러 올라간다. 이 사원은 72개의 기둥 위에 지어진 5층 건물이다 (60개의 기둥을 가진 사암 사원도 언급된다). 사원 첨탑은 78 미터 (256 ft) 높이로 솟아 있으며, 해와 달 문양이 새겨진 매우 큰 깃발이 그 위에 게양되어 있다. 사원의 배치는 가르바그리하(니자만디라 또는 하리그라하)와 안타랄라(전실)로 구성된다. 성소에 모셔진 주 신은 드와르카디시이며, 비슈누의 트리비크라마 형태로 알려져 있고 네 팔을 가진 모습으로 묘사된다.
드와르카디사 사원은 또한 드바라카 피타의 위치이기도 한데, 이 피타는 샤라다 마타/피트 또는 "서부 피트"라고도 불리며, 샹카라가 설립한 네 개의 피트(산스크리트어: "종교 센터") 중 하나이다.

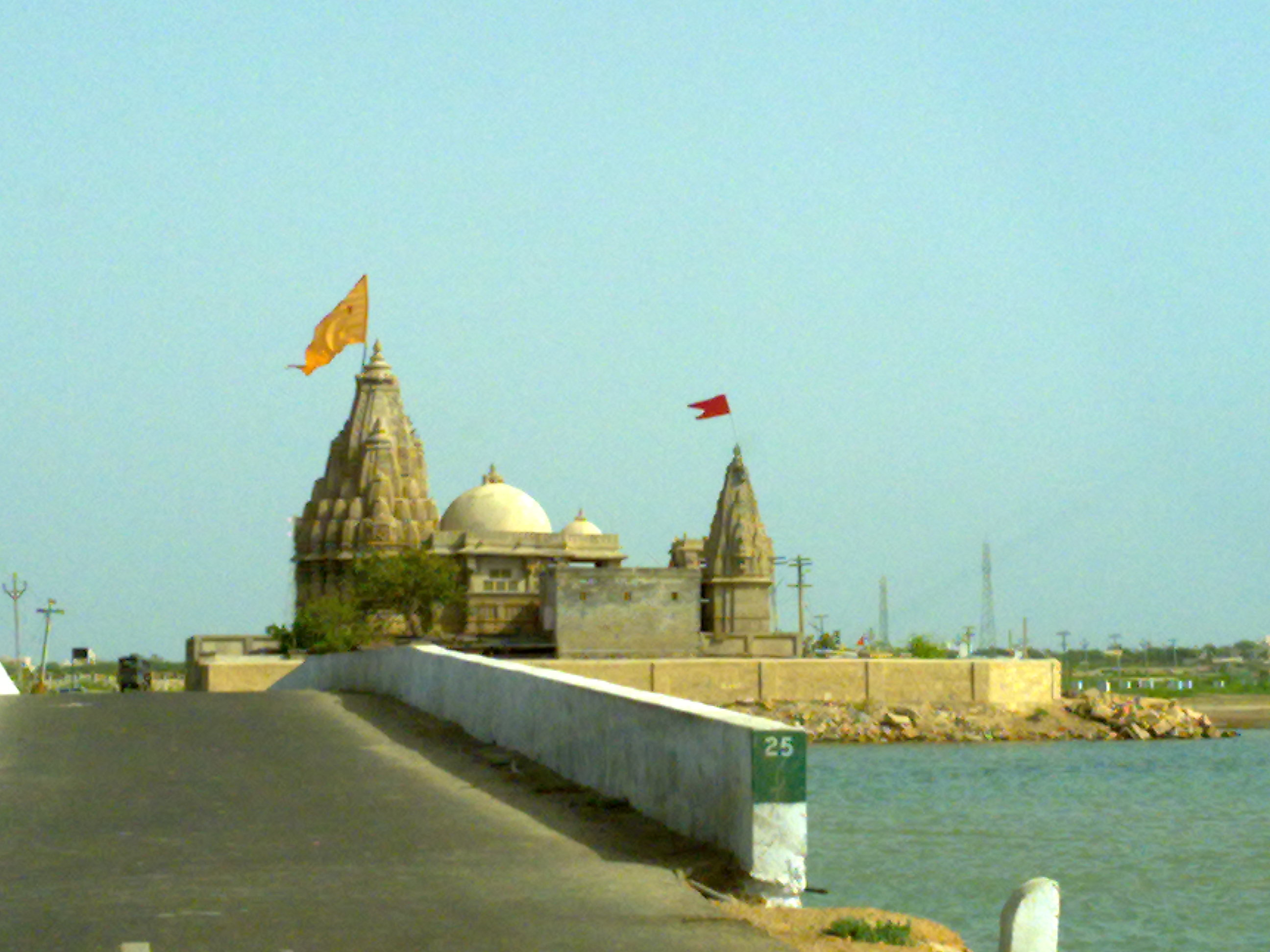
루크미니 데비 사원

곰티 가트는 곰티강으로 이어지는 계단으로, 순례자들이 드와르카디시 사원을 방문하기 전에 강물에 몸을 담그는 성스러운 장소이기도 하다. 가트에는 삼두라(바다의 신), 사라스바티 및 락슈미에게 헌정된 여러 작은 신전이 있다. 가트 지역의 다른 주목할 만한 사원으로는 곰티강과 바다가 합류하는 지점에 있는 삼두라 나라야나(상감 나라야나) 사원, 차크라의 흔적이 비슈누의 현현으로 돌에 새겨져 있는 차크라 나라야나 사원, 그리고 현자 바시슈타가 지상으로 데려왔다고 전해지는 강 여신 곰티의 우상을 모시고 있는 곰티 사원이 있다.
크리슈나의 수석 왕비인 루크미니에게 헌정된 루크미니 데비 사원은 드와르카에서 2 킬로미터 (1.2 mi) 떨어져 있다. 이 사원은 2,500년 전의 것으로 전해지지만, 현재 형태는 12세기로 추정된다. 이 사원은 외부에 신들과 여신의 조각으로 풍부하게 장식되어 있으며, 성소에는 루크미니의 주 이미지가 안치되어 있다. 탑의 기단부 패널에는 조각된 나라타라(인간 형상)와 조각된 가자타라(코끼리)가 묘사되어 있다.
레티티아 엘리자베스 랜던의 시적 삽화인  드와르카의 성스러운 신전.은 위에서 보이는 윌리엄 퍼서의 그림(1820년대 후반 그림)에 대한 내용으로, 사원 자체에 대해서는 거의 언급하지 않지만 종교적 관용을 옹호하고 칭송한다. 이 작품은 1837년 피셔의 드로잉 룸 스크랩북에 실렸다.

### 나게슈바라 조티를링가
고대 시바 사원인 나게슈바라 조티를링가는 12개 조티를링가 중 하나이며 드와르카디시 사원에서 불과 16km 떨어져 있다.

### 등대와 호수

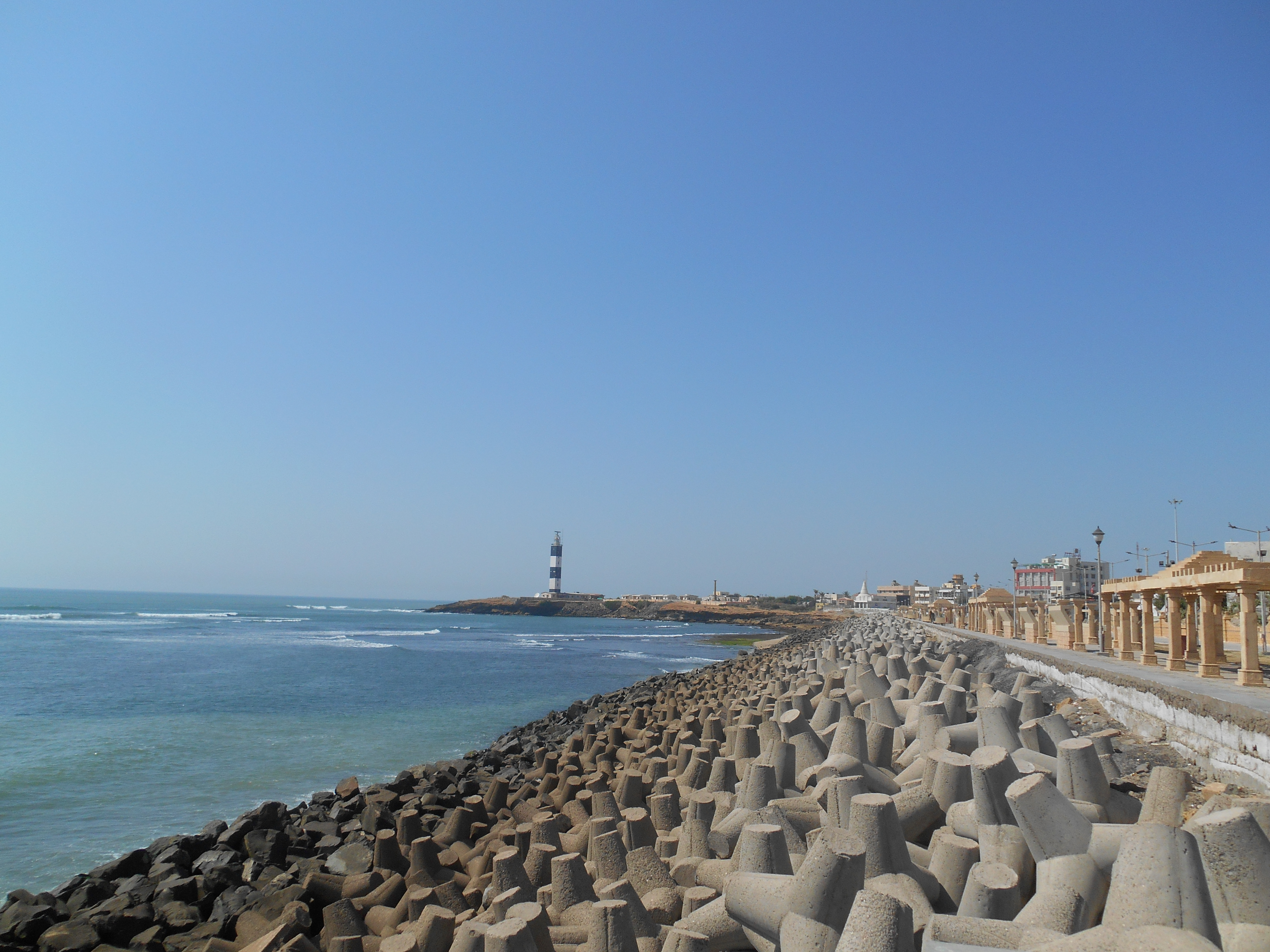
드와르카 포인트의 등대

드와르카 반도의 드와르카 포인트에는 마을의 파노라마 전망을 제공하는 등대가 있다. 이 등대는 해발 70 피트 (21 m)에 위치한 고정등이며, 빛은 10 마일 (16 km) 거리까지 가시적이다. 등대 탑은 높이 40 피트 (12 m)이며, 바다의 만조 수위에서 117 야드 (107 m) 떨어져 있다. 이 등대 탑에 제공되는 무선 표식은 태양광 모듈에 의해 전력을 공급받는다.
드와르카 서부에는 고피 탈랍(Gopi Talab)이라는 호수 또는 연못이 있다.
고피 찬단(고피에서 온 백단풀)으로 유명한 비슷한 호수가 베트 드와르카에 위치해 있으며, 이 진흙은 호수 바닥에서 발견된다. 이 향기로운 진흙은 독실한 힌두교도들이 이마에 성스러운 상징으로 바른다.

### 베트 드와르카

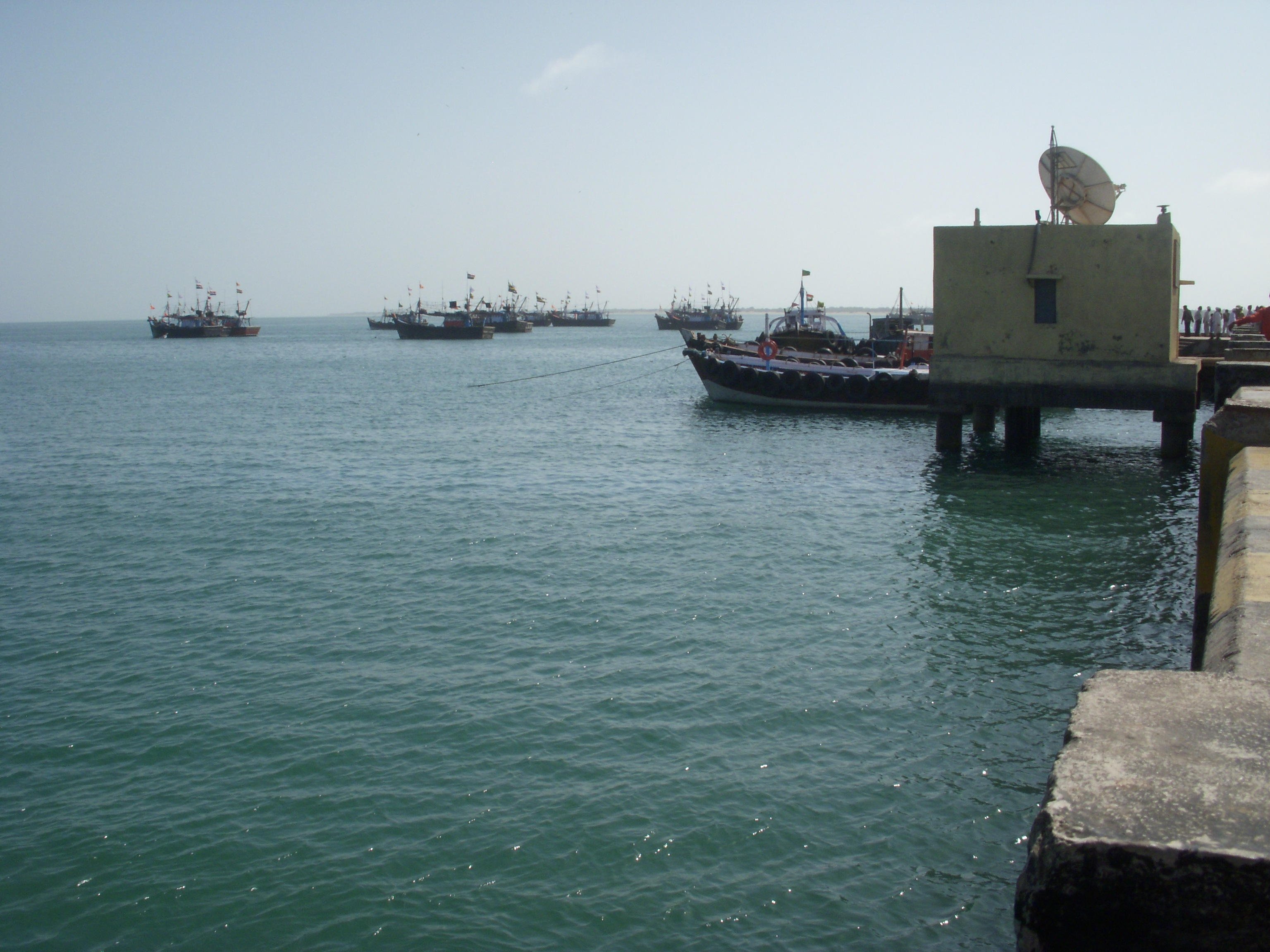
베트 드와르카 해안

베트 드와르카는 드와르카 해안의 아라비아해에 있는 섬이다. 크리슈나의 원래 거주지로 여겨지는 베트 드와르카는 드와르카에 오카항이 개발되기 전 고대 크리슈나 시대의 옛 항구였다. 이곳에 지어진 사원은 "푸시티마르그 삼프라다야"의 종교 스승 발라바차리야의 공로로 여겨진다. 이곳에서는 쌀이 신에게 전통적으로 바쳐지는 공물인데, 이는 수다마가 어린 시절 친구 크리슈나에게 쌀을 바쳤다고 믿기 때문이다. 베트 드와르카에는 또한 시바, 비슈누, 하누만, 데비에게 헌정된 작은 신전들이 있다. 전설에 따르면, 비슈누는 이 섬에서 악마 샹카수라를 죽였다. 이곳에는 마츠야, 즉 물고기의 화신인 비슈누 사원들이 있다. 이곳의 다른 신전들로는 루크미니, 트리비크라마, 데바키, 라다, 락슈미, 사티아바마, 잠바바티, 락슈미 나라얀, 그리고 다른 많은 신들이 있다. 육지와 베트 드와르카를 연결하는 다리인 수다르샨 세투는 섬으로의 접근을 용이하게 한다.
하누만 단디 사원은 베트 드와르카에 위치한 또 다른 주목할 만한 사원으로, 드와르카디시 사원, 베트 드와르카에서 6 킬로미터 (3.7 mi) 떨어져 있다. 이 사원에는 하누만과 그의 아들 마카라드와자의 많은 형상이 모셔져 있다. 금욕주의자로 여겨지는 하누만이 아들을 낳게 된 전설은 하누만의 땀을 악어가 마셨고, 그 악어가 마카라드와자라는 아들을 낳았다는 것이다. 크샤트리아의 제트와 라지푸트 씨족은 마카라드와자로부터 후손이라고 주장한다.

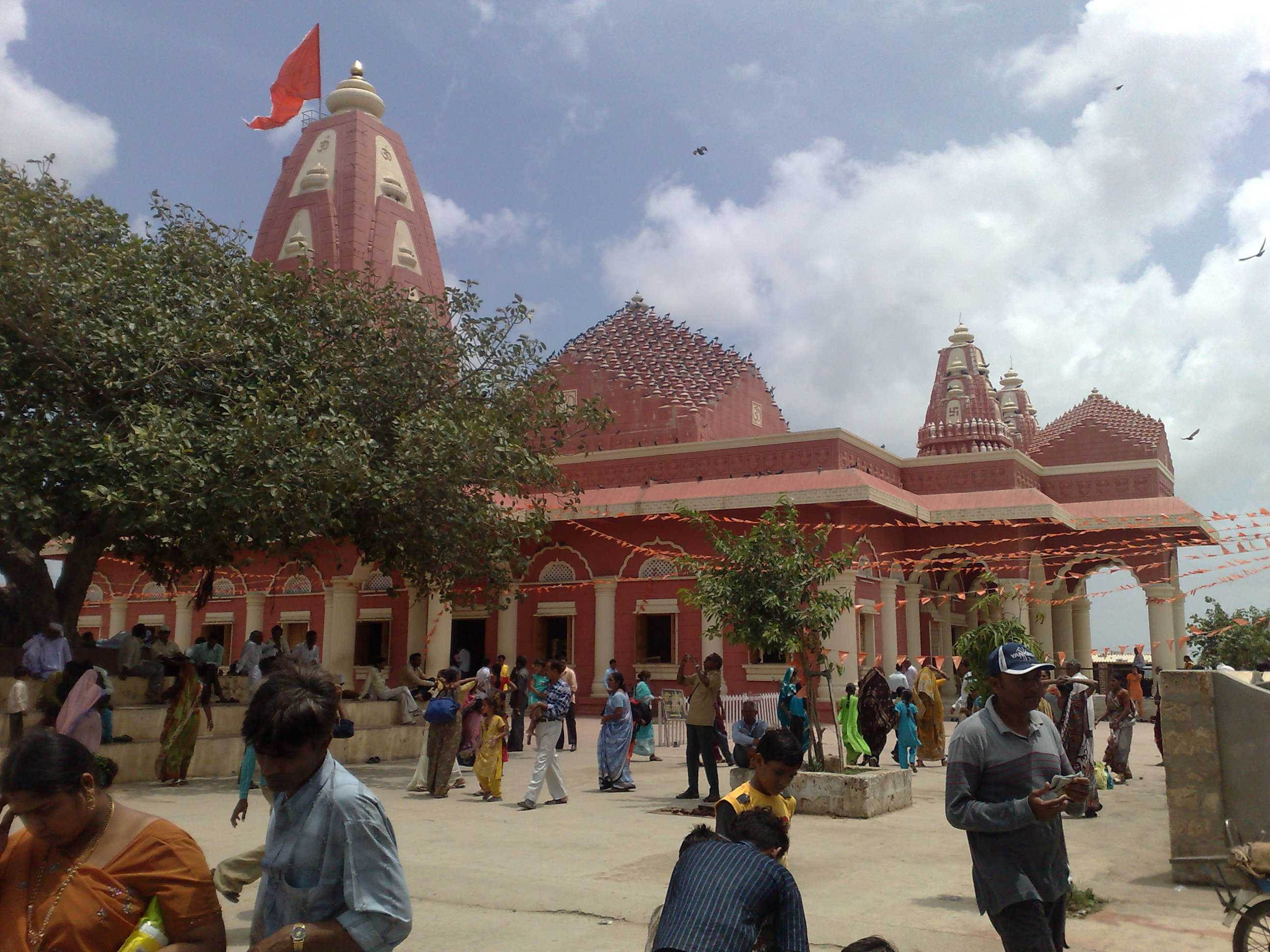
나게슈와르 만디르

나게슈바라 조티를링가 만디르는 시바에게 헌정된 사원으로, 12개의 조티를링가("빛의 기둥"을 의미) 중 하나가 이곳 지하 감옥에 모셔져 있다.

### 시브라지푸르 해변
시브라지푸르 해변은 드와르카 기차역에서 약 14.5km(약 8.8마일) 떨어져 있으며 권위 있는 블루 플래그 인증을 받은 8개의 인도 해변 중 하나이다.

## 문화와 스포츠

### 문화

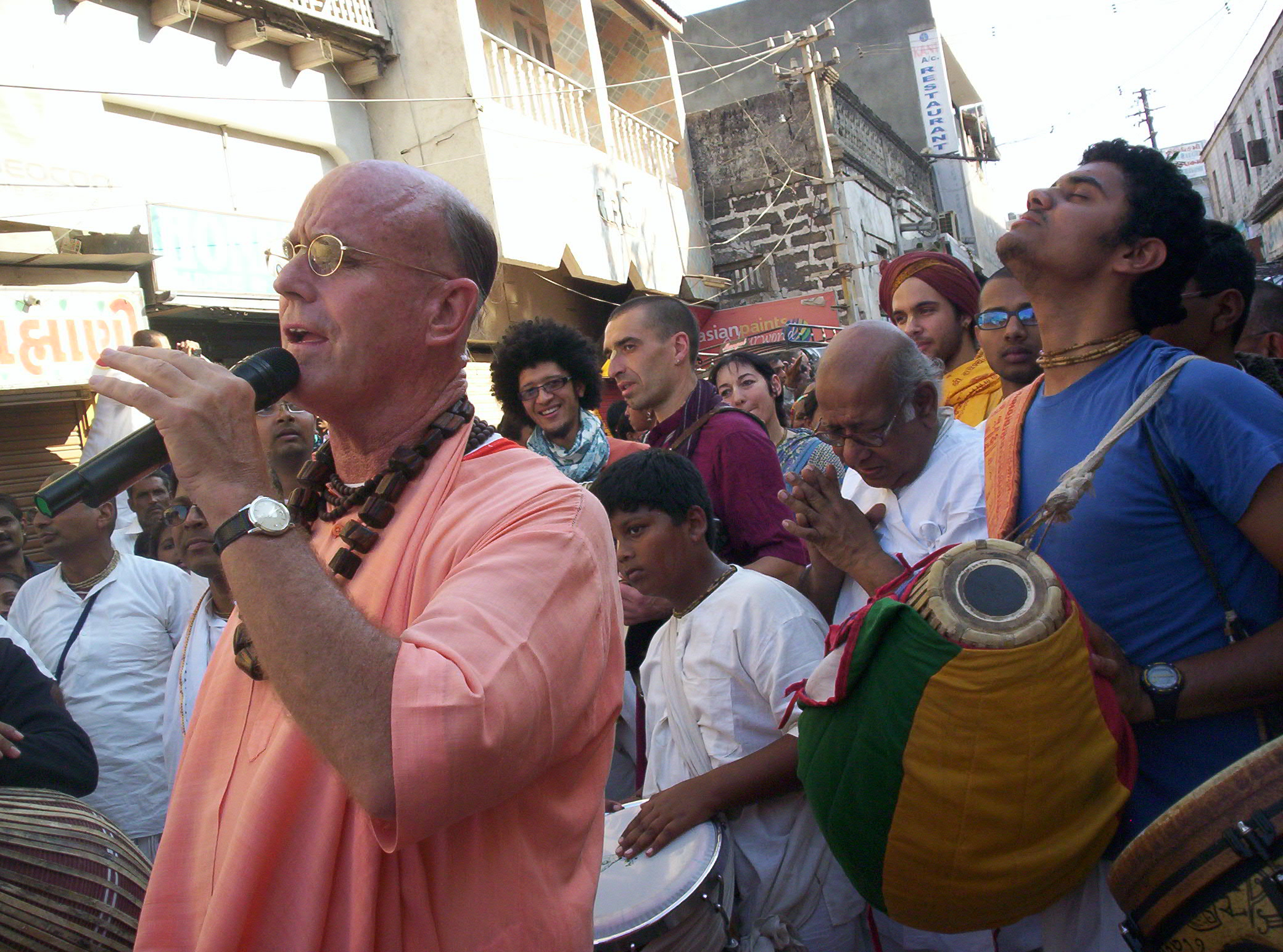
드와르카에서 인도인과 다른 사람들에게 하나님의 사랑을 나누어주는 미국인 구루

잔마슈타미는 선사 시대에 크리슈나의 거처였던 곳으로 여겨지므로 8월과 9월에 큰 열정과 경건함으로 기념되는 주요 축제이다. 이 축제는 크리슈나의 탄생을 기념하는 밤샘 축하 행사로 특징지어진다. 바잔과 설교는 축제의 일부이다. 자정에는 가르바와 라스 춤 형태로 크리슈나의 어린 시절이 재연된다. 이 때, 지역 소년들이 피라미드를 만들고 크리슈나 의상을 입은 어린 소년이 이 피라미드를 올라가 버터를 담은 항아리를 부수는데, 이는 크리슈나가 고피들과 장난스럽게 했던 행동이다. 이것은 "다히 한디" 또는 우틀로트사밤이라고도 알려져 있다.
샤르다 피트 비디아 사바는 샤르다 피트가 후원하는 교육 단체로, 드와르카에서 예술 대학을 운영하고 있다. 이 마을에는 N.D.H. 고등학교와 P.V.M 여고도 있다.
구글리 브라만은 드와르카의 세습 순례 사제이다.

## 교통
드와르카는 도로, 철도, 항공편을 통해 전국 각 도시와 잘 연결되어 있다.

### 기차
드와르카역은 서부 철도 구역의 상당히 번잡한 철도 분기역이며 수많은 지역 및 장거리 열차가 운행한다. 이 역은 주 및 국가의 주요 도시와 연결된다. 주간 열차 서비스는 구와하티, 라메스와람, 푸리, 투티코린, 데라둔, 콜카타를 연결한다. 매일 운행하는 열차는 아마다바드, 바브나가르, 잠나가르, 주나가드, 라지코트, 수라트, 바도다라, 베라발과 같은 구자라트의 주요 도시와 연결된다.

### 항공
가장 가까운 공항은 131km 떨어진 잠나가르 공항이며, 뭄바이로 가는 매일 직항편과 하이데라바드 및 벵갈루루로 가는 주 3회 항공편이 있다.

### 도로
라지코트에서 217 킬로미터 (135 mi), 솜나트에서 235km, 아마다바드에서 378 킬로미터 (235 mi) 떨어져 있다.

## 참고
1. 1 2  서쪽에 위치한 드와르카 피트와 남쪽에 위치한 스링게리 샤라다 피탐은 모두 "샤라다 피트"라고 불린다.[45] 텔루구어에서 "샤라다"(శారద)는 지식, 음악, 예술, 지혜, 학습의 힌두교 여신인 사라스바티의 이름이다.[46] 샤라다 마타/피트는 카슈미르의 샤라다 피트 사원과 혼동해서는 안 된다.

## 같이 보기
- 나게슈바라 조티를링가
- 솜나트 사원

## 참고 자료
- Bandyopadhyay, Deepak (2014년 6월 11일). 《Hinduism》. Rupa Publications India Pvt. Ltd 2014. ISBN 978-81-291-3428-8.
- Bansal, Sunita Pant (2008년 1월 1일). 《Hindu Pilgrimage》. Pustak Mahal. ISBN 978-81-223-0997-3.
- Brockman, Norbert (2011년 9월 13일). 《Encyclopedia of Sacred Places》. ABC-CLIO. ISBN 978-1-59884-655-3.
- Desai, Anjali H. (2007). 《India Guide Gujarat》. India Guide Publications. ISBN 978-0-9789517-0-2.
- Deshpande, Aruna (2005). 《India: A Divine destination》. Crest Publishing House. ISBN 81-242-0556-6.
- Dharaiya, Ramanlal Kakalbhai (1970). 《Gujarat in 1857》. Gujarat University.
- Findlay, Alexander George (1876). 《A Directory for the Navigation of the Indian Ocean: With Descriptions of Its Coasts, Islands, Etc., from the Cape of Good Hope to the Strait of Sunda and Western Australia : Including Also the Persian Gulf, the Winds, Monsoons, and Currents, and the Passages from Europe to Its Various Ports》. Richard Holmes Laurie.
- Kapoor, Subodh (2002). 《The Indian Encyclopaedia》. Cosmo Publications. ISBN 978-81-7755-257-7.
- nn (1964), 《Śāradā pīṭha pradīpa, Volumes 4-6》, Indological Research Institute, Dwārka
- Paramāra, Thomasa (1996). 《Temples of Gujarat Built During the Mughal Period》. Thomas B. Parmar.
- Sah, S. L. (1995년 1월 1일). 《Renewable and Novel Energy Sources》. M.D. Publications Pvt. Ltd. ISBN 978-81-85880-82-2.
- Sen, Sailendra (2013). 《A Textbook of Medieval Indian History》. Primus Books. 115쪽. ISBN 978-93-80607-34-4.
- Singh, N.K.; Mishra, A.P. (2010), 《Global Encyclopaedia of Indian Philosophy, Volume 1》, Global Vision Publishing House, ISBN 9788182202948
- Singh, Upinder (2008). 《A History of Ancient and Early Medieval India: From the Stone Age to the 12th Century》. Pearson Education India. ISBN 978-81-317-1677-9.
- Sridharan, K. (2000년 1월 1일). 《Sea: Our Saviour》. Taylor & Francis. ISBN 978-81-224-1245-1.
- Yagnik, Achyut; Sheth, Suchitra (2005년 1월 1일). 《The Shaping of Modern Gujarat: Plurality, Hindutva, and Beyond》. Penguin Books India. ISBN 978-0-14-400038-8.